# رامت راچل
رامت راچل (به لاتین: Ramat Rachel) یک منطقهٔ مسکونی در اسرائیل است که در منطقه آماری ماتیه یهودا واقع شده است.